# Signaltransduktion
Als Signaltransduktion bzw. Signalüberführung, Signalübertragung oder Signalübermittlung werden in der Biochemie und Physiologie Prozesse bezeichnet, mittels derer Zellen zum Beispiel auf äußere Reize reagieren, diese umwandeln, als Signal in das Zellinnere weiterleiten und über eine Signalkette zum zellulären Effekt führen. An diesen Prozessen ist oft eine Vielzahl von Enzymen und sekundären Botenstoffen (Second Messenger) beteiligt – in einer Ebene oder auf mehreren nacheinander geschalteten Ebenen (Signalkaskade). Dabei kann das ursprüngliche Signal unter Umständen erheblich verstärkt werden (Signalamplifikation). Signale verschiedener Signalwege werden oft durch „Crosstalk“ im Zytoplasma oder im Zellkern aufeinander bezogen und integriert. Die Gesamtheit aller Signalwege in einem Zelltyp wird auch als dessen Signalnetzwerk bezeichnet. Signalnetzwerke sind plastisch und variieren z. B. in verschiedenen Entwicklungsstufen eines Organismus.
Signaltransduktionsvorgänge sind für einzellige Organismen von essentieller Bedeutung, um auf Veränderungen ihrer Umwelt beispielsweise durch Regulation des Stoffwechsels und der Genexpression reagieren zu können und das Überleben zu sichern. In mehrzelligen Organismen ist die zelluläre Signaltransduktion darüber hinaus ein wichtiger Schritt sowohl bei der Verarbeitung von Signalen, die über extrazelluläre Botenstoffe wie Hormone und Neurotransmitter mitgeteilt werden, als auch für die Aufnahme innerer (z. B. Blutdruck) und äußerer Reize (z. B. beim Sehen, Hören, Riechen). Wichtige biologische Prozesse, die wesentlich über Signaltransduktion reguliert werden, sind u. a. Gentranskription, Zellproliferation, Immunreaktion, Geruchsempfindung, Lichtwahrnehmung und Muskelkontraktion.

## Stimulation
Der Beginn eines Signaltransduktionsprozesses wird durch einen intrazellulären oder extrazellulären Stimulus eingeleitet bzw. ausgelöst.
Extrazelluläre Stimuli können Substanzen wie Hormone, Wachstumsfaktoren, Extrazelluläre Matrix, Zytokine, Chemokine, Neurotransmitter und Neurotrophine sein. Dabei ist aber noch nichts über die molekulare Natur dieser Substanzen gesagt und bei den Signalmolekülen kann es sich um ganze Proteine, Steroide oder kleine organische Moleküle wie Serotonin handeln. Zusätzlich können auch Umweltstimuli die Signaltransduktion in Gang setzen: elektromagnetische Wellen (Licht) stimulieren die Zellen in der Retina, Duftstoffe binden an Geruchsrezeptoren von Riechzellen in der Nase, Hitzeschwankungen werden von sensorischen Neuronen detektiert und auditorische Haarzellen reagieren auf mechanische Reize (Schallwellen).
Intrazelluläre Stimuli, wie z. B. Calciumionen (Ca2+), sind oft selbst Bestandteil von Signaltransduktionskaskaden.

## Rezeption
Extrazelluläre Signale werden mithilfe von Proteinmolekülen in der Membran oder im Zytosol der Zelle, sogenannten Rezeptoren, aufgenommen und anschließend in intrazelluläre Signale überführt und verarbeitet. Nach ihrer Lokalisation, ihrem Aufbau und ihrer Funktion lassen sich Rezeptoren unterscheiden.

### Cytosolische Rezeptoren
Cytosolische Rezeptoren, wie die Steroidrezeptoren, Retinoidrezeptoren und die lösliche Guanylylcyclase, sind die primären Angriffspunkte von Steroiden, Retinoiden und kleinen, löslichen Gasen wie Stickstoffmonoxid (NO) und Kohlenstoffmonoxid (CO), die auf Grund ihrer Lipophilie bzw. ihrer geringen Molekülgröße die Zellmembran passieren können. Eine Aktivierung von Steroidrezeptoren führt beispielsweise zu einer Bildung von Rezeptordimeren, die nach Bindung an ein Response Element, z. B. Sterol Response Element (SRE) an der DNA selbst als Transkriptionsfaktoren wirken.

### Membranständige Rezeptoren
Membranständige Rezeptoren sind Proteine, die als Transmembranprotein eine Membran durchspannen und sowohl eine außenseits liegende wie auch eine innenseits gelegene Domäne besitzen. Damit sind sie in der Lage, Signalmoleküle außerhalb der Zelle zu binden und durch die damit verbundene Konformationsänderung ein Signal innerhalb der Zelle auszulösen. Dabei passiert nicht das Signalmolekül die Membran, sondern bindet an die extrazelluläre Domäne, was zu biochemischen Veränderungen im Rezeptormolekül führt, die sich auch intrazellulär auswirken. Bei den Signalmolekülen handelt es sich meist um hydrophile Substanzen des wässrigen Mediums, wie Ionen, Neurotransmitter, Peptidhormone oder Wachstumsfaktoren. Diese Membranrezeptoren lassen sich grob drei Gruppen zuordnen.

#### Ionenkanäle
Bei den Ionenkanälen können spannungsgesteuerte, lichtgesteuerte und ligandengesteuerte unterschieden werden. Letztere sind transmembrane Proteine, die infolge der Bindung eines Liganden als Signalstoff entweder aktiviert oder deaktiviert werden, womit die Permeabilität (Durchlässigkeit) der Membran für bestimmte Ionen vergrößert oder verkleinert wird. Dies ist insbesondere von Bedeutung bei der Übertragung von Nervensignalen an chemischen Synapsen.

#### G-Protein-gekoppelte Rezeptoren

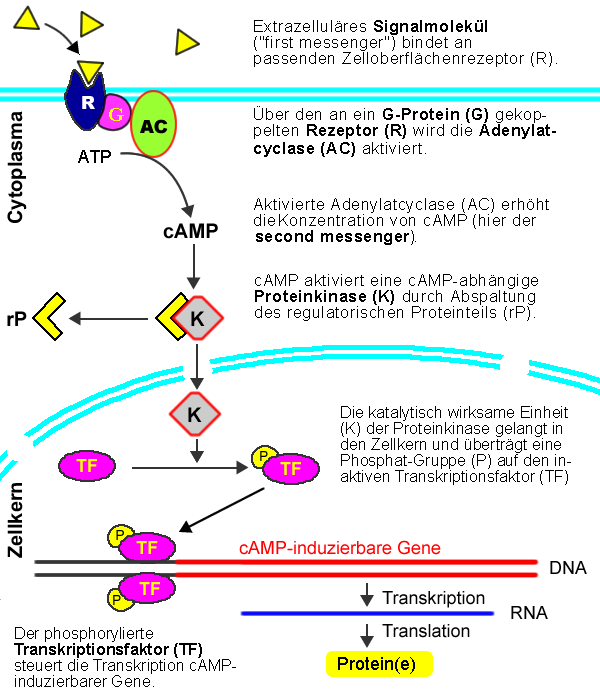
Signalübertragung über Rezeptor, G-Protein, Adenylylcyclase, cAMP, A-Kinase, Transkriptionsfaktor

Zu den am besten untersuchten Signaltransduktionswegen zählen die Signalwege über G-Proteine. Sie sind an vielen sinnesphysiologischen Prozessen, wie beispielsweise dem Sehen (über die Phototransduktion), Riechen und Schmecken, sowie an der Wirkung zahlreicher Hormone und Neurotransmitter beteiligt. Ein aktivierter G-Protein-gekoppelter Rezeptor wirkt dadurch, dass er die α-Untereinheit eines heterotrimeren G-Proteins dazu anregt, ihr gebundenes GDP gegen GTP auszutauschen (also ein GTP-Austauschfaktor), woraufhin das G-Protein in seine Untereinheiten α und βγ zerfällt (diese beiden aktivierten Untereinheiten leiten dann das Signal weiter).
Beispielsweise aktivieren Gs/olf-Proteine die Adenylylcyclase, die den Proteinkinase-A-aktivierenden Second Messenger cyclisches Adenosinmonophosphat (cAMP) synthetisiert. Die Gq/11-Proteine aktivieren die Phospholipase C, die aus Membranlipiden die Second Messenger Inositoltrisphosphat und Diacylglycerol bildet. Die G12/13-Proteine können über eine Aktivierung von Rho-GTPase verschiedene andere Signaltransduktionswege regulieren. Die Gi/o-Proteine können einerseits über ihre α-Untereinheit die Adenylylcyclase hemmen und andererseits über ihre βγ-Untereinheit die Phosphoinositid-3-Kinase stimulieren.

#### Enzym-gekoppelte Signalwege
Enzym-gekoppelte Rezeptoren sind die dritte wichtige Gruppe von Zelloberflächen-Rezeptoren und lassen sich in sechs Klassen gliedern:
- Rezeptor-Tyrosinkinasen, welche zum Beispiel den MAP-Kinase-Weg und den PI3-Kinase Signalweg aktivieren können
- Tyrosinkinase-gekoppelte Rezeptoren, zu welchen viele Cytokinrezeptoren zählen, die etwa den JAK-STAT-Signalweg aktivieren können
- Tyrosin-Phosphatasen, für welche unter anderem das CD45 Protein und SHP1/2 ein Substrat ist
- Rezeptor-Serin/Threoninkinasen, durch welche beispielsweise der TGF-Signalweg aktiviert wird
- Rezeptor-Guanylyl-Cyclasen, welche Guanylylcyclase-Aktivität haben
- Histidinkinase-gekoppelte Rezeptoren, welche bei Bakterien die Chemotaxis vermitteln und auch in Pflanzen gefunden wurden (nicht aber in Tieren)

## Signalweiterleitung
Von jedem der oben genannten Rezeptor-Typen können verschiedene Signalwege ausgehen. Die Weiterleitung (Transduktion) der von einem Rezeptor aufgenommenen äußeren oder inneren Signale zu Effektorproteinen innerhalb der Zelle ist die eigentliche Aufgabe der Signaltransduktion. Dies erfolgt durch koordinierte Protein-Protein-Interaktionen und einer Aktivierung von zwischengeschalteten Signalproteinen, welche wiederum weitere intrazelluläre Signalproteine aktivieren können. Während der Signaltransduktion wird das Signal oft amplifiziert, indem ein aktiviertes Proteinmolekül mehrere Effektormoleküle aktivieren kann. Beispielsweise kann ein einziges durch ein Photon aktiviertes Rhodopsinmolekül (der Photorezeptor in der Netzhaut, der für das Sehen verantwortlich ist) bis zu 2000 Transducinmoleküle aktivieren.

### Second Messenger
Eine besondere Bedeutung kommt den Second Messengern zu, die sekundäre Botenstoffe des Zellstoffwechsels sind. Bekannte Beispiele sind cyclisches Adenosinmonophosphat (cAMP), cyclisches Guanosinmonophosphat (cGMP), Inositoltrisphosphat (IP3), Diacylglycerol (DAG) und Calciumionen (Ca2+). Sie stellen Zwischenstationen der Signaltransduktion dar und können ihrerseits verschiedene Signalwege aktivieren. Sie eignen sich daher als Schnittstellen für verschiedene Signaltransduktionswege und spielen bei der Erforschung von Signaltransduktionsprozessen eine große Rolle. Die vielen Signaltransduktionswege sind untereinander vernetzt und erlauben außerdem zellspezifische Reaktionen.

### Modifikation von Signalproteinen
Man kennt mittlerweile verschiedene Ereignisse, die die Konformation eines Signalproteins verändern:
1. Phosphorylierung durch Kinasen bzw. die Dephosphorylierung durch Phosphatasen,
2. die direkte Interaktion zwischen zwei Proteinen,
3. die Bindung der Nukleotide GDP und GTP oder cyclischer Nukleotide wie cAMP und cGMP sowie
4. andere Ereignisse wie beispielsweise die Bindung von Calcium-Ionen und Acetylierungen.

Signalprozesse werden häufig erst durch Rekrutierung von Signalproteinen in spezifische Zellkompartimente oder durch lokale Akkumulation und Bindung an ihre Reaktionspartner („Signalkomplexe“) bzw. Gerüstproteinen („Scaffolds“) ermöglicht.

### Signalweiterleitung durch Proteolyse
Einige, etwa in der Morphogenese oder Apoptose wichtige, Signalwege beruhen auf Proteolyse. Hierbei spaltet ein Signalprotein ein anderes und führt so zu einer Aktivierung.
Signalwege die auf Proteolyse beruhen sind unter anderem der Notch-Signalweg, der Wnt-Signalweg, der Hedgehog-Signalweg, der NF-κB-Signalweg und Signalwege in der Apoptose.

## Aktivierung von Effektorproteinen
Ziel des Signaltransduktionsprozesses ist die Aktivierung von Effektorproteinen, die eine spezifische zelluläre Antwort auslösen. Effektorproteine sind beispielsweise Transkriptionsfaktoren, die die Transkription bestimmter Gene aktivieren.